# Maria Dzierżyńska
Maria Dzierżyńska (1938 – 26. května 2018) byla polská historička umění, fotografka, autorka recenzí a článků o umění.

## Životopis
V letech 1966–1972 pracovala v Muzeu Kladska v Kladsku. Poté až do roku 1993 byla ředitelkou Kanceláře uměleckých výstav v Kladsku. Tam organizovala pořádání výstav metaforického trendu v polském umění a několik prezentací uměleckého skla v Kladsku v Polsku i v zahraničí. Po likvidaci BWA odešla do důchodu.
Byla členkou ZPAF a Kladského fotografického klubu. Měla samostatné i kolektivní výstavy v Polsku a České republice. Byla přítelkyní básníka a zpěváka Edwarda Stachury, se kterým se setkala v Kladsku a dopisovala si s ním. Stachurovy dopisy Marii Dzierżyńské byly publikovány v měsíčníku Twórczość v roce 2017 .